# Real Salt Lake
Real Salt Lake er en amerikansk fodboldklub fra Sandy ved Salt Lake City. Klubben blev grundlagt i 2005 og spiller i Major League Soccer.

## Mesterskab 2009
Klubben kvalificerede sig som det sidste hold til MLS-playoffs i 2009 turneringen. I Eastern Conference finalen vandt de over Chicago Fire og mødte Los Angeles Galaxy i finalen (MLS Cup) om det amerikanske mesterskab. Finalen blev spillet 22. november 2009 på Qwest Field i Seattle, med Real Salt Lake som vinder efter straffesparkskonkurrence.